# IC 641
IC 641 — галактика типу NF (в процесі підтвердження) у сузір'ї Малий Лев.
Цей об'єкт міститься в оригінальній редакції індексного каталогу.